# Приз Сигрейва

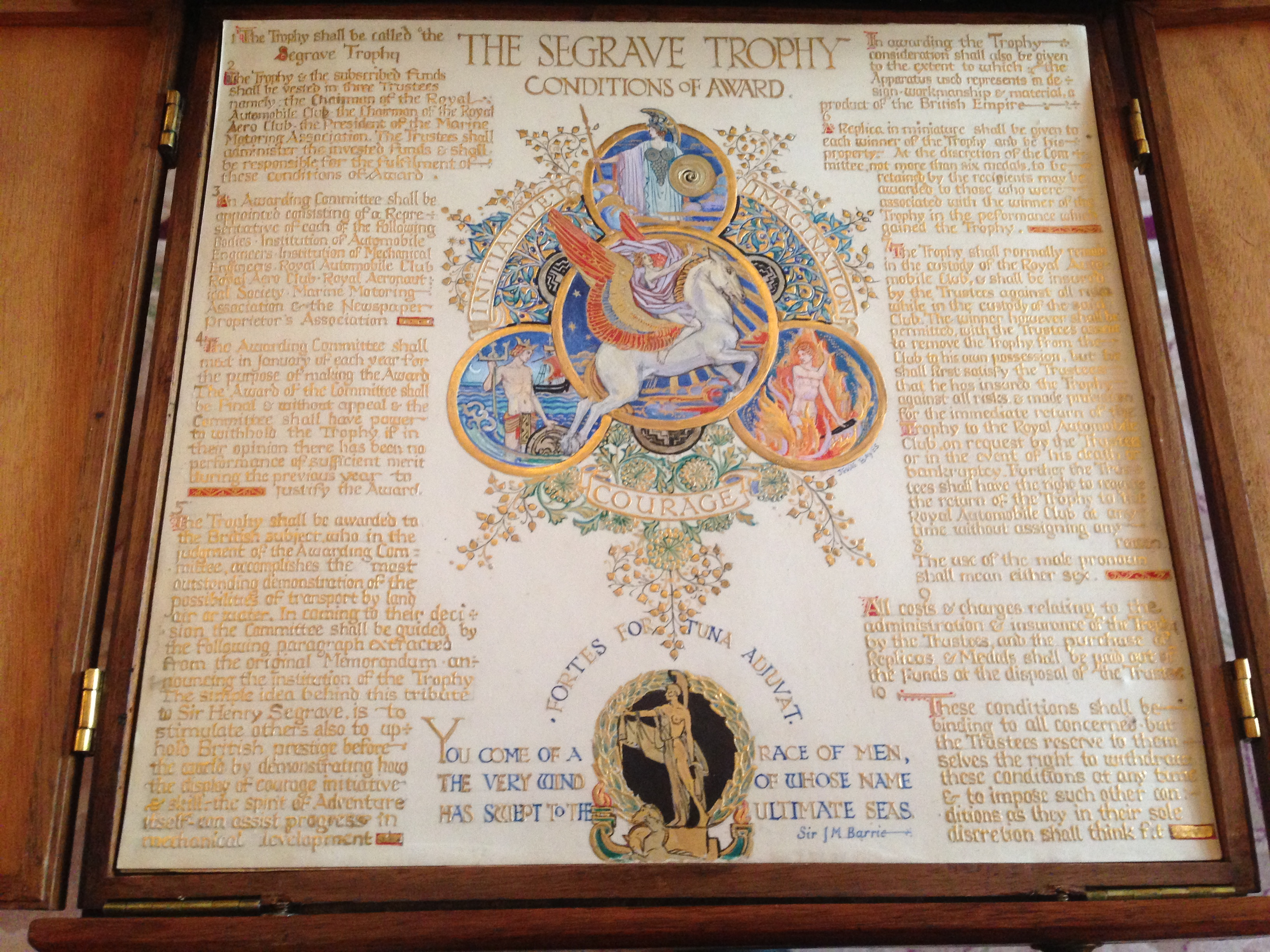
Условия получения приза Сигрейва

Приз Сигрейва (англ. Segrave Trophy) вручается ежегодно гражданину Великобритании, продемонстрировавшему «выдающиеся навыки, отвагу и инициативу на суше, воде и в воздухе». Трофей назван в честь сэра Генри Сигрейва, первого человека, который одновременно владел рекордами скорости на суше и на воде. Премия была учреждена женой Сигрейва, леди Дорис, которая была «полна решимости продолжить его дело». Трофей, созданный скульптором Гилбертом Байесом, присуждается Королевским автомобильным клубом ежегодно с 1930 года. Он не вручается, если, по мнению комитета, не было достаточно серьёзных достижений, чтобы заслужить награду. Среди прошлых спонсоров трофея — «Castrol», «Ford» и «Aston Martin».
Первым обладателем приза стал уроженец Австралии Чарльз Кингсфорд-Смит, который в одиночку перелетел из Ирландии в Ньюфаундленд через Атлантику за чуть более чем 31 час. Он также выиграл гонку Англия — Австралия в 1930 году, преодолев дистанцию в одиночку за 13 дней.
Британская летчица Эми Джонсон стала первой женщиной, получившей трофей в 1932 году, когда она была награждена за её перелёт из Лондона в Кейптаун на самолёте de Havilland Puss Moth. С тех пор награды удостоились ещё пять женщин: Джин Баттен (1936 год) за свой 11-дневный одиночный перелёт из Англии в Новую Зеландию, Фиона Гор (1980 год) за достижение скорости более 100 миль в час (160 км / ч) на воде, Ева Джексон (1987 год) за свой одиночный перелёт на сверхлёгком самолёте из Лондона в Сидней, Луиза Эйткен-Уокер (1990 год) за победу в женском Кубке чемпионата мира по ралли и Зара Рутерфорд (2022 год) как первый человек, совершивший кругосветный перелёт на сверхлёгком самолёте.
Приз Сигрейва четырежды вручался посмертно: Джеффри де Хэвилленду младшему (1946), Дональду Кэмпбеллу (1966), Брюсу Макларену (1969) и Джоуи Данлопу (2000).
Победителем Segrave Trophy 2018 стал водитель с двумя ампутированными конечностями Билли Монгер, который в свои 20 лет стал самым молодым обладателем награды.
Дополнительная награда, медаль Сигрейва, также может быть вручена тем лицам, которые «сыграли фундаментальную роль в помощи победителю приза Сигрейва в достижении цели». Питер Дьюкейн получил медаль в 1939 году за разработку и постройку катера Blue Bird K4. Партнёру Брюса Макларена по команде Денни Халм и их главному механику Кэри Тейлор вручили медаль в 1969 году, когда их команда выиграла все гонки Can-Am сезона 1969 года. В 1993 году автомобильный дизайнер Эрик Бродли был награждён медалью Сигрейва за работу с Lola Cars. Марк Уилкинсон получил медаль в 2001 году в качестве второго пилота победителя трофея Тима Эллисона, а леди Мосс, жена Стирлинга Мосса, получила её в 2005 году за поддержку своего мужа. В 2013 году медали вручили Вольфгангу Ульриху (начальнику команды), Тому Кристенсену и Лоику Дювалю (вторым пилотам) из Audi, отметив их помощь Алану Макнишу. Основатель Carlin Motorsport Тревор Карлин был награждён медалью Сигрейва в 2018 году за помощь Билли Монгеру в возвращении в автоспорт после травм.
Кроме того, сертификат достижений Сигрейва может быть вручен лицу, которое не является гражданином Великобритании, но в противном случае могло бы претендовать на признание. Он был вручён только один раз, в 2002 году, Бьёрну Руне Гьелстену, который был помощником водного гонщика Стива Кёртиса.

## Обладатели приза Сигрейва
| Посмертное награждение | Посмертное награждение |

| Год  | Награда                                        | Фото                                                           | Получатель                                                          | Страна                                         | Формулировка |
| ---- | ---------------------------------------------- | -------------------------------------------------------------- | ------------------------------------------------------------------- | ---------------------------------------------- | --- |
| 1930 | Приз Сигрейва                                  |                                                                | Чарльз Кингсфорд-Смит                                               | Австралия                                      | «За одиночный перелёт из Ирландии в Ньюфаундленд через Атлантический океан за 31½ час, и победу за 13 дней, также в одиночку, в воздушной гонке Англия — Австралия „Южный Крест“». |
| 1931 | Приз Сигрейва                                  |                                                                | Берт Хинклер                                                        | Австралия                                      | «За одиночный перелёт на самолёте de Havilland Puss Moth из Канады в Лондон по наименее прямому маршруту, который только можно себе представить». |
| 1932 | Приз Сигрейва                                  |                                                                | Эми Джонсон                                                         | Великобритания                                 | «За рекордный перелёт на самолёте de Havilland Puss Moth из Лондона в Кейптаун». |
| 1933 | Приз Сигрейва                                  |                                                                | Малкольм Кэмпбелл                                                   | Великобритания                                 | «За повышение рекорда скорости на земле до 272,11 миль в час (437,92 км / ч) на автомобиле Blue Bird». |
| 1934 | Приз Сигрейва                                  |                                                                | Кен Уоллер                                                          | Великобритания                                 | «За его перелёт протяженностью 4000 миль (6400 км) из Бельгии в нынешнюю Демократическую Республику Конго и обратно на самолёте de Havilland DH.88 Comet всего за 3439 минут». |
| 1935 | Приз Сигрейва                                  |                                                                | Джордж Эйстон                                                       | Великобритания                                 | «За рекорды скорости в гонках в течение 1 часа, 12 часов и 24 часов, в том числе достижение средней скорости 140,52 миль в час (226,15 км/ч) за 24 часа езды на автомобиле Speed of the Wind». |
| 1936 | Приз Сигрейва                                  |                                                                | Джин Баттен                                                         | Новая Зеландия                                 | «За рекордный одиночный перелёт на самолёте Percival Gull из Англии в Окленд, занявший 11 дней 45 минут». |
| 1937 | Приз Сигрейва                                  |                                                                | Артур Клоустон                                                      | Великобритания                                 | «За его полет с Бетти Кирби-Грин на самолёте De Havilland DH.88 Comet из Кройдона в Кейптаун и обратно за 77 часов 49 минут». |
| 1938 | Приз Сигрейва                                  |                                                                | Голди Гарднер                                                       | Великобритания                                 | «За достижение рекордной скорости в классе G 186,6 миль в час (300,3 км/ч) на 1100-кубовом автомобиле MG N-type на немецком автобане». |
| 1939 | Приз Сигрейва                                  | Malcolm Campbell                                               | Малкольм Кэмпбелл                                                   | Великобритания                                 | «За установление нового рекорда скорости на воде в 141,74 миль в час (228,11 км/ч) в Конистон-Уотер на катере Blue Bird K4». |
| 1939 | Медаль Сигрейва                                |                                                                | Питер Дьюкейн                                                       | Великобритания                                 | «За разработку и постройку катера Blue Bird K4». |
| 1940 | Приз не присуждался из-за Второй мировой войны | Приз не присуждался из-за Второй мировой войны                 | Приз не присуждался из-за Второй мировой войны                      | Приз не присуждался из-за Второй мировой войны | Приз не присуждался из-за Второй мировой войны |
| 1941 | Приз не присуждался из-за Второй мировой войны | Приз не присуждался из-за Второй мировой войны                 | Приз не присуждался из-за Второй мировой войны                      | Приз не присуждался из-за Второй мировой войны | Приз не присуждался из-за Второй мировой войны |
| 1942 | Приз не присуждался из-за Второй мировой войны | Приз не присуждался из-за Второй мировой войны                 | Приз не присуждался из-за Второй мировой войны                      | Приз не присуждался из-за Второй мировой войны | Приз не присуждался из-за Второй мировой войны |
| 1943 | Приз не присуждался из-за Второй мировой войны | Приз не присуждался из-за Второй мировой войны                 | Приз не присуждался из-за Второй мировой войны                      | Приз не присуждался из-за Второй мировой войны | Приз не присуждался из-за Второй мировой войны |
| 1944 | Приз не присуждался из-за Второй мировой войны | Приз не присуждался из-за Второй мировой войны                 | Приз не присуждался из-за Второй мировой войны                      | Приз не присуждался из-за Второй мировой войны | Приз не присуждался из-за Второй мировой войны |
| 1945 | Приз не присуждался из-за Второй мировой войны | Приз не присуждался из-за Второй мировой войны                 | Приз не присуждался из-за Второй мировой войны                      | Приз не присуждался из-за Второй мировой войны | Приз не присуждался из-за Второй мировой войны |
| 1946 | Приз Сигрейва                                  |                                                                | Джеффри де Хэвилленд младший                                        | Великобритания                                 | «Посмертно награждён за вклад в развитие британской авиации в качестве летчика-испытателя, разрабатывающего такие самолёты, как De Havilland Mosquito, Hornet и Vampire». |
| 1947 | Приз Сигрейва                                  |                                                                | Джон Кобб                                                           | Великобритания                                 | «За установление рекорда скорости на суше 394,19 миль в час (634,39 км/ч) на автомобиле Railton Special». |
| 1948 | Приз Сигрейва                                  |                                                                | Джон Дэрри                                                          | Великобритания                                 | «За то, что он стал первым британским пилотом, превысившим скорость звука, что он и сделал на самолёте de Havilland Vampire». |
| 1949 | Не присуждался                                 | Не присуждался                                                 | Не присуждался                                                      | Не присуждался                                 | Не присуждался |
| 1950 | Не присуждался                                 | Не присуждался                                                 | Не присуждался                                                      | Не присуждался                                 | Не присуждался |
| 1951 | Приз Сигрейва                                  |                                                                | Джефф Дюк                                                           | Великобритания                                 | «За победу в чемпионатах мира по шоссейно-кольцевым мотогонкам в классах 350 и 500 см³, а также в гонках Tourist Trophy среди юниоров и взрослых в одном году». |
| 1952 | Не присуждался                                 | Не присуждался                                                 | Не присуждался                                                      | Не присуждался                                 | Не присуждался |
| 1953 | Приз Сигрейва                                  |                                                                | Нэвил Дюк                                                           | Великобритания                                 | «За установление нового рекорда скорости полёта 727,63 миль в час (1171,01 км/ч) на самолёте Hawker Hunter над Литлхэмптоном». |
| 1954 | Не присуждался                                 | Не присуждался                                                 | Не присуждался                                                      | Не присуждался                                 | Не присуждался |
| 1955 | Приз Сигрейва                                  |                                                                | Дональд Кэмпбелл                                                    | Великобритания                                 | «За установление нового рекорда скорости на воде 202,15 миль в час (325,33 км/ч) на озере Алсуотер на катере Bluebird K7». |
| 1956 | Приз Сигрейва                                  | самолёт Fairey Delta 2 на котором Питер Твисс установил рекорд | Питер Твисс                                                         | Великобритания                                 | «За установление нового рекорда скорости полёта в 1132 миль в час (1822 км/ч) и за то, что он стал первым человеком, преодолевшим 1000 миль в час (1600 км/ч) в горизонтальном полете на самолёте Fairey Delta 2 (на фото)».                                                                                              |
| 1957 | Приз Сигрейва                                  |                                                                | Стирлинг Мосс                                                       | Великобритания                                 | «За три Гран-при с командой „Вануолл“ и пять рекордов скорости в классе». |
| 1958 | Приз Сигрейва                                  |                                                                | Дональд Кэмпбелл                                                    | Великобритания                                 | «За установление рекорда скорости на воде до 260 миль в час (420 км/ч) на озере Конистон на катере Bluebird K7». |
| 1959 | Не присуждался                                 | Не присуждался                                                 | Не присуждался                                                      | Не присуждался                                 | Не присуждался |
| 1960 | Приз Сигрейва                                  |                                                                | Том Брук-Смит                                                       | Великобритания                                 | «За вертикальный полёт и зависание в воздухе на летательном аппарате вертикального взлета и посадки Short SC.1 (на фото)». |
| 1961 | Не присуждался                                 | Не присуждался                                                 | Не присуждался                                                      | Не присуждался                                 | Не присуждался |
| 1962 | Приз Сигрейва                                  |                                                                | Билл Бедфорд                                                        | Великобритания                                 | «За выполнение первой вертикальной посадки самолёта с неподвижным крылом Hawker P-1127 на авианосец HMS Ark Royal». |
| 1963 | Не присуждался                                 | Не присуждался                                                 | Не присуждался                                                      | Не присуждался                                 | Не присуждался |
| 1964 | Приз Сигрейва                                  |                                                                | Дональд Кэмпбелл                                                    | Великобритания                                 | «За то, что он стал первым человеком со времён своего отца, достигшим „двойного“ рекорда скорости на воде до 276,33 миль в час (444,71 км/ч) на катере Bluebird K7 на озере Дамблейунг (Австралия), и установивший рекорд скорости на суше до 429 миль в час (690 км/ч) на озере Эйр на автомобиле Bluebird-Proteus CN7». |
| 1965 | Не присуждался                                 | Не присуждался                                                 | Не присуждался                                                      | Не присуждался                                 | Не присуждался |
| 1966 | Приз Сигрейва                                  |                                                                | Дональд Кэмпбелл                                                    | Великобритания                                 | «Награждён посмертно за выдающийся вклад в развитие механики и аэродинамики». |
| 1967 | Не присуждался                                 | Не присуждался                                                 | Не присуждался                                                      | Не присуждался                                 | Не присуждался |
| 1968 | Приз Сигрейва                                  | Ken Wallis sitting in Little Nellie                            | Кен Уоллис                                                          | Великобритания                                 | «За его разработки и лётное мастерство в области легких автожиров, а также за установление нескольких мировых рекордов». |
| 1969 | Приз Сигрейва                                  |                                                                | Брюс Макларен                                                       | Новая Зеландия                                 | «Посмертно награждён за дизайн, разработку и вождение автомобилей, выигравших все раунды чемпионата Can-Am 1969 года». |
| 1969 | Медаль Сигрейва                                | Денни Халм                                                     | Денни Халм, Кэри Тейлор                                             | Великобритания                                 | За дизайн, разработку и вождение автомобилей, выигравших все раунды чемпионата Can-Am 1969 года. |
| 1970 | Приз Сигрейва                                  |                                                                | Брайан Трабшоу                                                      | Великобритания                                 | «За его работу по разработке и успешному пилотированию прототипа сверхзвукового авиалайнера Конкорд (на фото), включая его первый сверхзвуковой полет над сушей». |
| 1971 | Не присуждался                                 | Не присуждался                                                 | Не присуждался                                                      | Не присуждался                                 | Не присуждался |
| 1972 | Не присуждался                                 | Не присуждался                                                 | Не присуждался                                                      | Не присуждался                                 | Не присуждался |
| 1973 | Приз Сигрейва                                  |                                                                | Джеки Стюарт                                                        | Великобритания                                 | «За победу в своем третьем чемпионате мира в „Формуле-1“ за пять сезонов с британской командой и за то, что он стал самым успешным гонщиком Гран-при в истории» |
| 1974 | Приз Сигрейва                                  |                                                                | Джон Блэшфорд-Снелл                                                 | Великобритания                                 | «За руководство первым когда-либо завершенным исследованием реки Заир». |
| 1975 | Приз Сигрейва                                  | Роджер Кларк                                                   | Роджер Кларк, Стюарт Тёрнер, Джим Портер, Питер Эшворт, Тони Мэйсон | Великобритания                                 | «За успех Ford Motor Company в чемпионате Великобритании по ралли». |
| 1976 | Приз Сигрейва                                  |                                                                | Питер Коллинз                                                       | Великобритания                                 | «За победу в чемпионате мира по спидвею на британском двигателе Weslake». |
| 1977 | Приз Сигрейва                                  |                                                                | Барри Шин                                                           | Великобритания                                 | «За сохранение титула чемпиона мира по мотогонкам в классе 500 см³». |
| 1978 | Приз Сигрейва                                  |                                                                | Джон Каннингем                                                      | Великобритания                                 | «За 40-летнюю карьеру в качестве главного летчика-испытателя в de Havilland, а позже в British Aerospace, в том числе в военное время в качестве лётчика ночного истребителя, одержавшего 20 воздушных побед при обороне Британии в разгар Блица».                                                                        |
| 1979 | Приз Сигрейва                                  |                                                                | Майк Хэйлвуд                                                        | Великобритания                                 | «За долгую карьеру в чемпионатах мира по шоссейно-кольцевым мотогонкам, „Формуле-1“ и его успехи в гонках Isle of Man TT, в том числе последний, в 1979 году, в возрасте 39 лет, после успешного возвращения в гонку после 11-летнего перерыва».                                                                          |
| 1980 | Приз Сигрейва                                  |                                                                | Фиона Гор                                                           | Великобритания                                 | «За то, что стала первой женщиной, которая достигла скорости более 100 миль в час (160 км/ч) на воде, достигнув скорости 102 миль в час (164 км/ч) на озере Уиндермир». |
| 1981 | Не присуждался                                 | Не присуждался                                                 | Не присуждался                                                      | Не присуждался                                 | Не присуждался |
| 1982 | Приз Сигрейва                                  |                                                                | Сэнди Вудвард                                                       | Великобритания                                 | «За командование флагманским кораблём HMS Hermes от имени всех, кто боролся за освобождение Фолклендских островов». |
| 1983 | Приз Сигрейва                                  |                                                                | Ричард Нобель                                                       | Великобритания                                 | «За установление рекорда наземной скорости до 633,468 миль в час (1019,468 км/ч) в пустыне Блэк-Рок (штат Невада) на автомобиле Thrust2». |
| 1984 | Приз Сигрейва                                  |                                                                | Барри Шин                                                           | Великобритания                                 | «За свою карьеру в чемпионатах мира по шоссейно-кольцевым мотогонкам, в том числе за то, что он стал единственным человеком, выигравшим чемпионаты мира на всех уровнях от 50 до 500 см³». |
| 1985 | Приз Сигрейва                                  |                                                                | Кен Уоллис                                                          | Великобритания                                 | «За достижения в авиации, включая множество мировых рекордов по высоте, скорости и дальности полета на автожирах». |
| 1986 | Приз Сигрейва                                  |                                                                | Ричард Брэнсон                                                      | Великобритания                                 | «За разработку Virgin Atlantic Challenger и его усилия по побитию рекорда Blue Riband при пересечении Атлантики на парусной лодке». |
| 1987 | Приз Сигрейва                                  |                                                                | Ева Джексон                                                         | Великобритания                                 | «За одиночный перелёт из Лондона в Сидней на сверхлёгком самолёте Shadow». |
| 1988 | Приз Сигрейва                                  |                                                                | Мартин Брандл                                                       | Великобритания                                 | «За победу в чемпионате мира по гонкам на спорткарах на автомобиле Jaguar». |
| 1989 | Приз Сигрейва                                  |                                                                | Боб и Джо Ив                                                        | Великобритания                                 | «За победу во внедорожном марафоне Кэмел-трофи протяженностью 1062 мили (1709 км) через тропические леса Бразилии от Алта-Флореста до Манауса». |
| 1990 | Приз Сигрейва                                  |                                                                | Луиза Эйткен-Уокер                                                  | Великобритания                                 | «За победу в женском чемпионате мира по ралли на автомобиле компании Vauxhall». |
| 1991 | Приз Сигрейва                                  |                                                                | Стив Вебстер                                                        | Великобритания                                 | «За четвёртую победу на чемпионате мира для мотоциклов с коляской». |
| 1992 | Приз Сигрейва                                  |                                                                | Фрэнк Уильямс и Найджел Мэнселл                                     | Великобритания                                 | «За победу в гонках „Формулы-1“ в 1992 году среди конструкторов (Уильямс) и пилотов (Мэнселл) (на фото в Williams F1 в Канаде в 1988 году)». |
| 1993 | Приз Сигрейва                                  |                                                                | Найджел Мэнселл                                                     | Великобритания                                 | «За победу в чемпионате мира IndyCar Series в Америке (на фото в Lola T93/00 на трассе Среднем Огайо) с первой попытки». |
| 1993 | Медаль Сигрейва                                |                                                                | Эрик Бродли                                                         | Великобритания                                 | За сотрудничество с компанией Lola Cars. |
| 1994 | Приз Сигрейва                                  |                                                                | Карл Фогерти                                                        | Великобритания                                 | «За победу в чемпионате мира по супербайку на мотоцикле Ducati». |
| 1995 | Приз Сигрейва                                  |                                                                | Колин Макрей                                                        | Великобритания                                 | «За то, что стал первым британским гонщиком, выигравшим чемпионат мира по ралли на автомобиле Subaru» |
| 1996 | Приз Сигрейва                                  |                                                                | Деймон Хилл                                                         | Великобритания                                 | «За то, что стал чемпионом мира в „Формуле-1“ и, таким образом, стал первым сыном бывшего чемпиона, завоевавшим титул». |
| 1997 | Приз Сигрейва                                  |                                                                | Энди Грин                                                           | Великобритания                                 | «За установление рекорда скорости 763,065 миль в час (1228,034 км/ч) в пустыне Блэк-Рок на автомобиле Thrust SSC (на фото), став первым человеком, преодолевшим звуковой барьер на суше». |
| 1998 | Приз Сигрейва                                  |                                                                | Брайан Милтон                                                       | Великобритания                                 | «За то, что стал первым человеком, совершившим кругосветное путешествие на сверхлёгком самолёте». |
| 1999 | Приз Сигрейва                                  |                                                                | Джеки Стюарт                                                        | Великобритания                                 | «За жизнь, посвящённую мотоспорту». |
| 2000 | Приз Сигрейва                                  |                                                                | Джоуи Данлоп                                                        | Великобритания                                 | «Награждён посмертно в знак признания выдающихся достижений в гонках Isle of Man TT». |
| 2001 | Приз Сигрейва                                  |                                                                | Тим Эллисон                                                         | Великобритания                                 | «За первый кругосветный перелёт лётчика-инвалида». |
| 2001 | Медаль Сигрейва                                |                                                                | Марк Уилкинсон                                                      | Великобритания                                 | Как второй пилот победителя трофея Тима Эллисона. |
| 2002 | Приз Сигрейва                                  |                                                                | Стив Кёртис                                                         | Великобритания                                 | «За победу в качестве гонщика в чемпионатах мира, Европы и поул-позиции в морских гонках на моторных лодках Класса 1 (на фото моторная лодка Spirit of Norway)». |
| 2002 | Сертификат достижений Сигрейва                 |                                                                | Бьёрн Руне Гьелстен                                                 | Норвегия                                       | За помощь водному гонщику Стиву Кёртису. |
| 2003 | Приз Сигрейва                                  |                                                                | Брайан Лекомбер                                                     | Великобритания                                 | «За свою карьеру более 20 лет в качестве ведущего пилота авиашоу, а также журналиста и коммуникатора по высшему пилотажу и установление рекордов». |
| 2004 | Не присуждался                                 | Не присуждался                                                 | Не присуждался                                                      | Не присуждался                                 | Не присуждался |
| 2005 | Приз Сигрейва                                  |                                                                | Стирлинг Мосс                                                       | Великобритания                                 | «За его достижения во всех видах автоспорта и заслуги перед спортом». |
| 2005 | Медаль Сигрейва                                |                                                                | леди Мосс, жена Стирлинга Мосса                                     | Великобритания                                 | За поддержку своего мужа. |
| 2006 | Не присуждался                                 | Не присуждался                                                 | Не присуждался                                                      | Не присуждался                                 | Не присуждался |
| 2007 | Приз Сигрейва                                  |                                                                | Льюис Хэмилтон                                                      | Великобритания                                 | «За беспрецедентные достижения в дебютном сезоне в гонках „Формулы-1“». |
| 2008 | Приз Сигрейва                                  |                                                                | Алан Макниш                                                         | Великобритания                                 | «За исключительное стремление к автоспорту». |
| 2009 | Приз Сигрейва                                  |                                                                | Пол Боном                                                           | Великобритания                                 | «Как первый чемпион Великобритании в гонках Red Bull Air Race». |
| 2010 | Приз Сигрейва                                  |                                                                | Эдриан Ньюи                                                         | Великобритания                                 | «За победу в чемпионате мира среди пилотов и конструкторов „Формулы-1“ с тремя командами: Уильямс, Макларен и Ред Булл». |
| 2011 | Приз Сигрейва                                  |                                                                | Дэйв Сайкс                                                          | Великобритания                                 | «За то, что стал первым пилотом с параличом нижних конечностей, совершившим перелёт из Йорка в Сидней на сверхлёгком самолёте, преодолевшим путь за 257 часов». |
| 2012 | Приз Сигрейва                                  |                                                                | Джон Сёртис                                                         | Великобритания                                 | «За выдающуюся карьеру в двух- и четырёхколесном автоспорте, в том числе семь титулов чемпиона мира по мотоспорту, кульминацией которого стало уникальное достижение — он стал единственным человеком, выигравшим чемпионат мира по мотогонкам и чемпионат „Формулы-1“».                                                  |
| 2013 | Приз Сигрейва                                  |                                                                | Алан Макниш                                                         | Великобритания                                 | «Первый британец, выигравший RAC Tourist Trophy, 24 часа Ле-Мана и чемпионат мира по автогонкам на выносливость в одном сезоне». |
| 2013 | Медаль Сигрейва                                | Том Кристенсен                                                 | Вольфганг Ульрих, Том Кристенсен, Лоик Дюваль из Audi               | Германия                                       | В знак признания заслуг тех, чья работа сыграла основополагающую роль в оказании помощи Алану Макнишу в достижении его целей. |
| 2014 | Не присуждался                                 | Не присуждался                                                 | Не присуждался                                                      | Не присуждался                                 | Не присуждался |
| 2015 | Приз Сигрейва                                  |                                                                | Джон Макгиннес                                                      | Великобритания                                 | «За выдающийся вклад в шоссейные и кольцевые гонки на мотоциклах, в том числе установление абсолютного рекорда круга на соревнования Isle of Man TT 2015 года». |
| 2016 | Не присуждался                                 | Не присуждался                                                 | Не присуждался                                                      | Не присуждался                                 | Не присуждался |
| 2017 | Приз Сигрейва                                  |                                                                | Сэм Сандерленд                                                      | Великобритания                                 | «За то, что стал первым британцем, выигравшим ралли Дакар среди мотоциклов в 2017 году». |
| 2018 | Приз Сигрейва                                  |                                                                | Билли Монгер                                                        | Великобритания                                 | «За проявление исключительного мужества и решимости после тяжёлых испытаний и возвращение к высоким уровням автоспорта». |
| 2018 | Медаль Сигрейва                                |                                                                | Тревор Карлин                                                       | Великобритания                                 | За помощь Билли Монгеру в возвращении в автоспорт. |
| 2019 | Не присуждался                                 | Не присуждался                                                 | Не присуждался                                                      | Не присуждался                                 | Не присуждался |
| 2020 | Приз Сигрейва                                  |                                                                | Джеймс Кэтчел                                                       | Великобритания                                 | «За то, что стал первым человеком, совершившим кругосветный полет на автожире, сертифицированном Книгой рекордов Гиннеса». |
| 2021 | Приз Сигрейва                                  |                                                                | Робин Шут                                                           | Великобритания                                 | «Как единственному британскому гонщику, выигравшему общий зачет Пайкс-Пик». |
| 2022 | Приз Сигрейва                                  |                                                                | Зара и Мак Рутерфорд                                                | Великобритания                                 | «Как самой молодой женщине и самому молодому человеку, совершившим этот подвиг [кругосветный перелёт] соответственно». |
| 2023 | Приз Сигрейва                                  |                                                                | Бен и Том Бёрчелл                                                   | Великобритания                                 | 14-кратные победители гонок на мотоциклах с коляской на острове Мэн за «выдающееся мастерство, мужество и инициативу». |

На момент присуждения приза австралийцы Чарльз Кингсфорд-Смит и Берт Хинклер и новозеландка Джин Баттен также считались британскими подданными. Награда новозеландца Брюса Макларена была присуждена после принятия закона Новой Зеландии о гражданстве 1948 года. Но, поскольку его команда McLaren базировалась в Великобритании, присуждение приза было признано правомерным.